# Siebertal
Siebertal ist ein mehrteiliges Naturschutzgebiet entlang der Sieber im Harz in den Landkreisen Goslar und Göttingen in Niedersachsen.

## Allgemeines
Das Naturschutzgebiet mit dem Kennzeichen NSG BR 105 ist 694,7 Hektar groß, wovon 48,6 ha auf den Landkreis Goslar und 646,1 ha auf den Landkreis Göttingen entfallen. Es stellt Teile des Flusstals der Sieber mit Tal- und Hangbereichen sowie solche Bereiche ihrer Zuflüsse Dreibrode und Kulmke, der beiden Quellbäche der Kulmke (Große Kulmke und Kleine Kulmke) sowie der Verlorenen Kulmke unter Schutz. In diesem Schutzgebiet liegen auch Teile der Karstlandschaft des Südharzer Zechsteingürtels mit Versickerung der Sieber.
Das Naturschutzgebiet ist größtenteils Bestandteil des FFH-Gebietes „Sieber, Oder, Rhume“. Es steht seit dem 16. Juni 1992 unter Naturschutz. Zuständige untere Naturschutzbehörden sind die Landkreise Göttingen und Goslar.
Das ursprünglich 1016 Hektar große Naturschutzgebiet beinhaltete zunächst auch den Bereich von der Bundesstraße 242 etwas unterhalb der Quelle der Sieber am Bruchberg bis zum jetzigen Beginn des Naturschutzes westlich von Sankt Andreasberg mit den Nebenbächen Schluft, Fischbach und Dreibrode. Damit war nahezu der gesamte Flusslauf der etwa 35 km langen Sieber als Naturschutzgebiet ausgewiesen. Mit der Ausweisung des Nationalparks Harz im niedersächsischen Teil des Harzes zum 1. Januar 1994 ging dieser Teil des Naturschutzgebietes im Nationalpark auf.

## Lage und Beschreibung
Das Naturschutzgebiet „Siebertal“ liegt im Oberharz innerhalb des Landkreises Goslar im Stadtgebiet von Braunlage und dem gemeindefreien Gebiet Harz sowie innerhalb des Landkreises Göttingen im Stadtgebiet von Herzberg am Harz, dem gemeindefreien Gebiet Harz und den Gemeindegebieten von Hörden am Harz, Elbingerode und Hattorf am Harz in der Samtgemeinde Hattorf am Harz.
Es befindet sich zwischen Sankt Andreasberg im Nordosten und Hattorf am Harz im Südwesten. Der Abschnitt zwischen diesen zwei Ortschaften liegt innerhalb des Naturparks Harz und grenzt im Nordosten und Südwesten an den Nationalpark Harz. In Hattorf am Harz grenzt es an das Naturschutzgebiet „Oderaue“.
Die Sieber wird im Harz in weiten Bereichen von naturnahem Erlenuferwald gesäumt und die Talaue vielfach von Bergwiesen und Magerrasen geprägt. Auf den Hangbereichen stocken Buchenmisch- und Fichtenwälder. Auch im Harzvorland zwischen Herzberg am Harz und Hattorf am Harz weist der Flusslauf einen naturnahen Verlauf mit vielfältiger Ufervegetation auf. So sind krautreiche Auwaldrelikte, Weidengebüsche und Hochstaudenfluren sowie Schotterfluren auf den Kiesbänken zu finden. Die Talaue ist hier vielfach durch Wiesen und Weiden geprägt, an die sich zwischen Herzberg am Harz und Hörden am Harz Eichenmisch- und Buchenwälder anschließen. Die Mittelterrasse ist streckenweise als Steilkante ausgeprägt.

## Bergbau
In und bei Sieber gibt es mehrere Hinweise auf ehemalige bergbauliche Aktivitäten. So befindet sich etwas östlich von Sieber in der Nähe der Mündung der Kulmke in die Sieber der ehemalige Verhüttungsplatz der „Klockerhütte“, auf dem etwa um 1600 verschiedene Erze gewonnen wurden. Auf dem Boden, der mit Zink-, Kupfer- und Bleiverbindungen belastet ist, hat sich eine Schwermetallflora angesiedelt. Etwas westlich hiervon befindet sich am Lilienberg mit dem „Henriettegang“ ein historischer Kupferbergbau, in welchem ab 1550 Kupfer abgebaut wurde, sowie ein Stollen zur Erkundung. Dieser Stollen dient heute Fledermäusen als Winterquartier. Ein weiterer Hinweis auf ehemalige bergbauliche Aktivitäten findet sich in Sieber am Fuß des Breitentalskopfes. Hier befand sich mit „Mittlere Sieberhütte“, eine Eisenhütte.

## Sonstiges
Das Tal der Sieber ist das einzige große Tal im Westharz, welches nicht von einer Talsperre verbaut ist. Der Bau der Siebertalsperre oberhalb von Sieber wurde bis 1985 von den Harzwasserwerken geplant, jedoch nicht verwirklicht. Diese sollte der Energie- und Trinkwassererzeugung sowie dem Hochwasserschutz im südwestlichen Harzvorland dienen.
Die Landstraße 521 läuft von Herzberg durch das Siebertal nach Sieber und dann bis Königshof. Ab da führt sie (für LKW gesperrt) weiter über den Sieberberg nach Silberhütte. Bis zum 31. März 1989 führte eine Straße ab Königshof (als Verlängerung der heutigen L 521) entlang der Sieber zur B 242 nordwestlich von Sonnenberg.
Nordöstlich von Herzberg verläuft die bis Ende 1994 primär im Güterverkehr genutzte Bahnstrecke Herzberg–Siebertal durch das Naturschutzgebiet.